# Флаг городского поселения Шаховская
Флаг городского поселения Шаховска́я Шаховского муниципального района Московской области Российской Федерации — опознавательно-правовой знак, служащий официальным символом муниципального образования.
Флаг был утверждён 20 февраля 2007 года и внесён в Государственный геральдический регистр Российской Федерации с присвоением регистрационного номера 3129.
Законом Московской области от 26 октября 2015 года № 178/2015-ОЗ все муниципальные образования Шаховского муниципального района были преобразованы в городской округ Шаховская.

## Описание
«Флаг городского поселения Шаховская представляет собой голубое прямоугольное полотнище с соотношением сторон 2:3, по нижнему краю которого положена зелёная горизонтальная полоса (шириной в 1/6 от ширины полотнища); вплотную к ней расположена жёлтая стилизованная стена с тремя башнями, на средней — белая птица-колпица».

## Обоснование символики
Флаг муниципального образования городское поселение Шаховская составлен на основании герба городского поселения Шаховская по правилам и соответствующим традициям вексиллологии и отражает исторические, географические и национальные традиции.
Городское поселение Шаховская расположено в центральной части одноимённого района. Центром поселения является посёлок, появившийся в начале XX века на Московско-Виндавской железной дороге и названный в честь княгини Е. Ф. Шаховской-Глебовой-Стрешневой.
Зубчатая башенная стена в виде буквы «Ш», является гласным символом, указывающим на начальную букву в названии городского поселения.
Птица-колпица, заимствована из районного флага, и символизирует связь города и района.
Зелёная полоса символизирует месторасположение городского поселения в одной из экологически чистых зон Подмосковья.
Голубой цвет (лазурь) — символ возвышенных устремлений, искренности, преданности, возрождения.
Зелёный цвет символизирует весну, здоровье, природу, надежду.
Жёлтый цвет (золото) — символ высшей ценности, величия, великодушия, богатства, урожая.
Белый цвет (серебро) — символ чистоты, открытости, божественной мудрости, примирения.